# Major League Baseball 1887
|  | En bruger mener at denne artikel bør overvejes slettet - af grunde der ikke dækkes ind af {Notabilitet}, {Reklame}, {Snævert emne}, {Tætpå} eller {Uencyklopædisk} (overvej evt. om en af disse skabeloner er mere dækkende). Klik her for at se sletningsforslaget. (Ved anvendelse af denne skabelon skal Wikipedia:Sletningsforslag opdateres) |

Major League Baseball 1887 var den 12. sæson i Major League Baseball. To ligaer er i denne sæson kategoriseret som en major league:
- National League 1887
- American Association 1887